# Unió Internacional per a l'Estudi Científic de la Població
La Unió Internacional per a l'Estudi Científic de la Població (The International Union for the Scientific Study of Population) (IUSSP) és una associació professional internacional dedicada als estudis sobre demografia. Va ser fundada el 1928 per tal de promoure els estudis científics de demografia i població. Va ser reconstituïda el 1947.
La xarxa de treball de la IUSSP inclou uns 2.000 membres de tot el món.
El principal objectiu d'aquesta associació és estendre i estimular l'interès per la demografia entre les persones, els governs i les organitzacions estatals i internacionals.